# 点纹斑竹鲨
点纹斑竹鲨（学名：Chiloscyllium punctatum）为须鲨科斑竹鲨属的鱼类。主要分布于澳洲北部、印度尼西亚、菲律宾以及南海等海域。该物种的模式产地在爪哇。